# RM-81 Agena

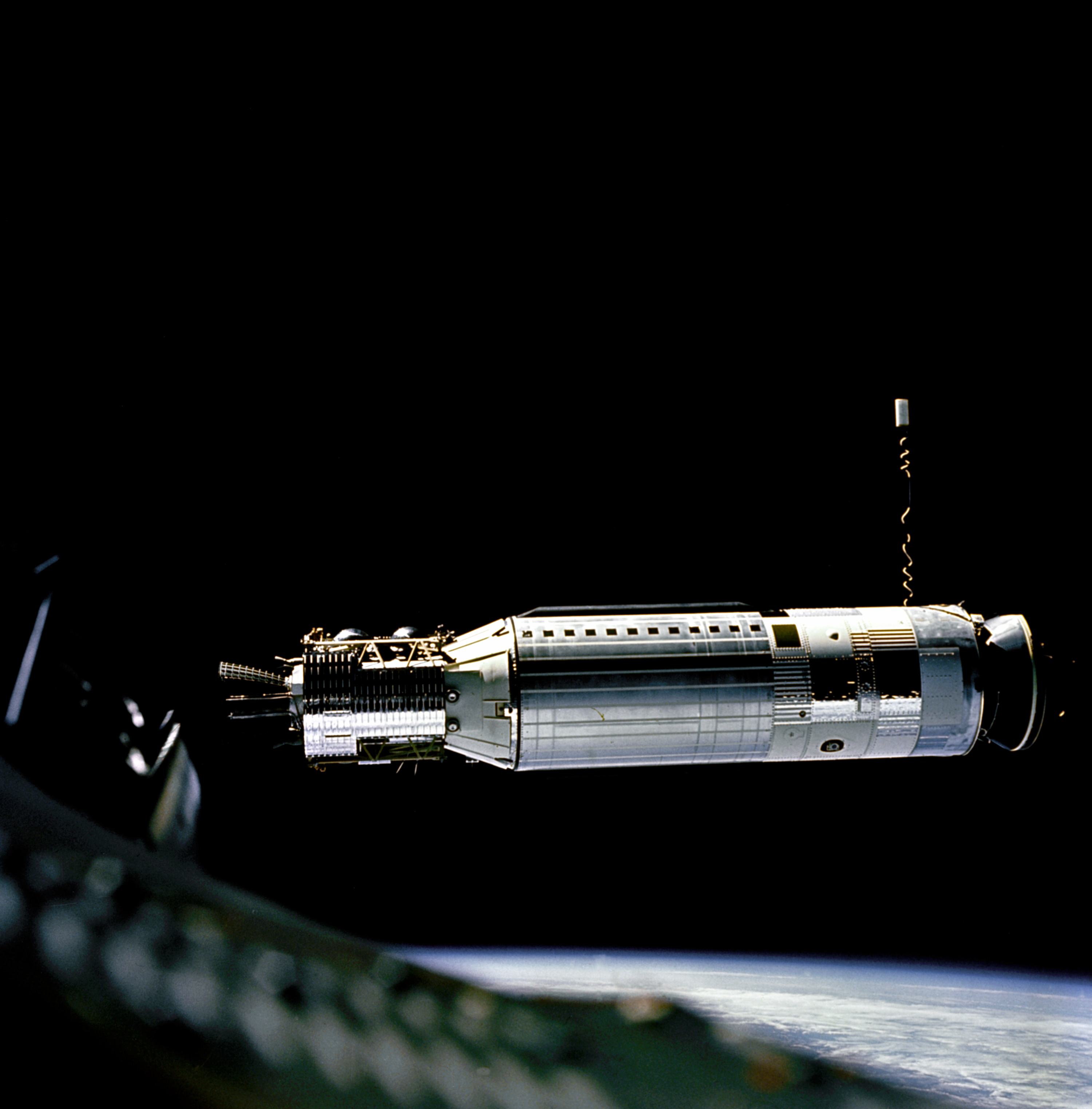
Зближення кораблів Gemini 8 зі стикувальним ступенем носія Agena 16 березня 1966

RM-81 «Аджена» (англ. RM-81 Agena) — американський розгінний блок і платформа забезпечення супутників, що спочатку розроблялася компанією Lockheed в інтересах програми створення розвідувальних супутників WS-117L. Після поділу WS-117L на програми розробки супутників фоторозвідки SAMOS і CORONA і програму розробки супутників раннього попередження про ракетний напад MIDAS, «Аджена» стала використовуватися як розгінний блок і один з основних компонентів у кількох програмах, в тому числі при виведенні на орбіту супутників фоторозвідки CORONA і як мішень для відпрацювання зближення і стикування в космосі з пілотованими кораблями за програмою Джеміні (від Джеміні-6A і до Джеміні-12 включно). Як розгінний блок застосовувалася у складі ракет-носіїв «Atlas-Agena», «Тор-Аджена», «Торад-Аджена» і Титан-3B, також вивчалася можливість його використання в програмах Space Shuttle і Atlas V.
Всього, починаючи з 28 лютого 1959 року, «Аджена» запускалася 365 разів, останній запуск відбувся в лютому 1987 року (у варіанті Agena D).
RM-81 «Аджена» пристосований для тривалого перебування в умовах космічного простору з повторними запусками рухової установки для корекції орбіти і спуску космічного апарата (не відокремлюваного від «Аджени» на орбіті). Маса ступеня з паливом становить близько 7 тонн, тяга рідинного ракетного двигуна 72 кН.

## Версії
| Версія  | Двигун                                        | Тяга  | Час роботи | Ракети                          | Кількість запусків |
| ------- | --------------------------------------------- | ----- | ---------- | ------------------------------- | ------------------ |
| Agena-A | Bell 8048                                     | 69 kN | 120 секунд | Atlas, Thor                     | 20                 |
| Agena-B | Bell 8081                                     | 71 kN | 240 секунд | Atlas, Thor                     | 76                 |
| Agena-D | Bell 8096 (Bell 8247 on Agena Target Vehicle) | 71 kN | 265 секунд | Atlas, Thor, Thorad, Titan IIIB | 269                |

### Agena-A

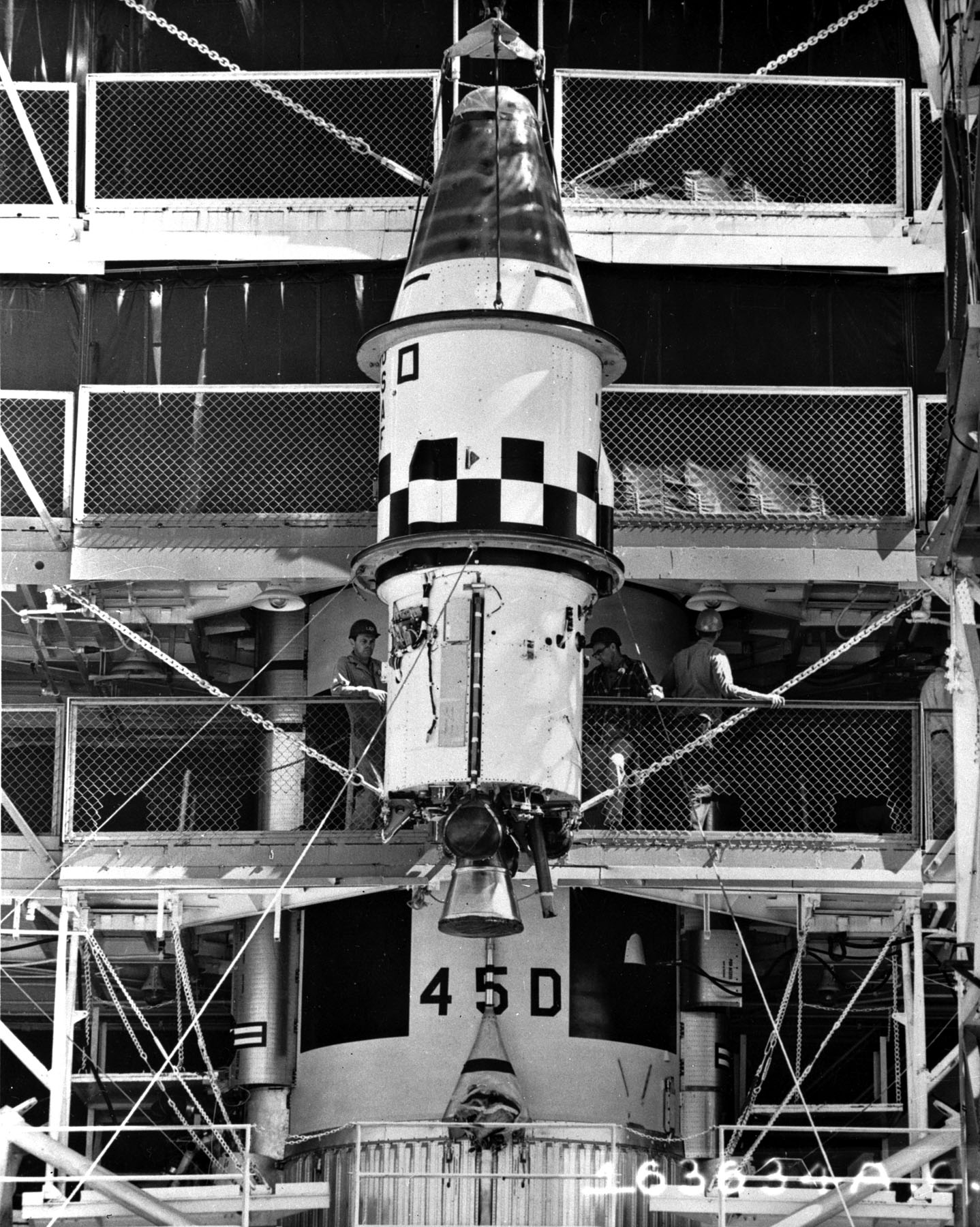
Agena встановлюється у верхній частині ракети Atlas

Agena-A була першим типом блоків Agena, що повинні були бути побудовані. Він був запущений на вершині носія Тор і Атлас, в основному, на полярні орбіти з авіабази Ванденберг стартового комплексу 75 і Пусковий комплексу № 1 пункту Аргуелл. Два Атласи запускає запускались з стартового комплексу 14 на мисі Канаверал. Agena-А була обладнана двигуном Bell 8048 (XLR81), який може виробляти 69 кН тяги протягом двох хвилин. Agena-А запускалася з 1959 по 1961 рр..